# جنی پاتر
جنی پاتر (انگلیسی: Jenny Schmidgall-Potter؛ زادهٔ ۱۲ ژانویهٔ ۱۹۷۹) بازیکن هاکی روی یخ اهل ایالات متحده آمریکا است.